# Совки
Совки, або нічниці (Noctuidae) — родина нічних метеликів, яка налічує понад 25 000 описаних видів (ймовірно, близько 100 000 в цілому — найбільша за кількістю видів родина лускокрилих). Більшість видів має маскуюче забарвлення передніх крил, хоча задні крила деяких видів яскраві та різнобарвні. Статевий диморфізм, як правило, не виражений. Абсолютна більшість совок літає вночі і майже всі види завжди летять на світло. Для багатьох видів також привабливим є цукор та багаті на нектар квіти.
На деякі види родини полюють кажани. Однак, ці види виробили механізм їх уникання. Коли метелик чує високочастотні звуки, за допомогою яких кажан відшукує здобич, невеликий тимпанальний орган, розташований у вусі, надсилає імпульс у крилові м'язи. Це призводить до того, що метелик рухається, постійно змінюючи напрям польоту, і завдяки цьому уникає кажана.
Гусениці голі, з малопомітними волосками, у стрільчаток (підродина Acronictinae) волосисті. Поліфаги, живляться листками, інколи стеблами чи виїдають плоди, зрідка живуть на лишайниках, опалому листі, в підземній частині рослин або хижаки. Багато видів — шкідники сільськогосподарських або лісових культур.
В переважної більшості видів зимує лялечка, рідше інші стадії. У деяких видів немає фіксованої зимуючої стадії. 
14 видів занесено до Червоної книги України (1994).

## Підродини
- Acontiinae
- Acronictinae
- Aganainae
- Agaristinae
- Amphipyrinae
- Araeopteroninae
- Bagisarinae
- Balsinae
- Bryophilinae
- Catocalinae
- Cocytiinae
- Condicinae
- Cuculliinae
- Cydosiinae
- Dilobinae
- Diphtherinae
- Eriopinae
- Eucocytiinae
- Eustrotiinae
- Hadeninae
- Heliothinae
- Lophonyctinae
- Metoponiinae
- Noctuinae
- Oncocnemidinae
- Pantheinae
- Phytometrinae
- Plusiinae
- Psaphidinae
- Raphiinae
- Sinocharinae
- Stictopterinae
- Stiriinae
- Strepsimaninae
- Thiacidinae
- Ufeinae

## Роди, що не увійшли в жодну підродину
- Amazonides
- Amilaga
- Ammopolia
- Anartomorpha
- Androdes
- Anaphela
- Anhausta
- Aplectoides
- Apoxestia
- Astonycha
- Atlantagrotis
- Axylia
- Calpoparia
- Consobrambus
- Cryphiomima
- Macrobarasa
- Oediconia
- Parasoloe
- Plectothripa
- Pseudotryphia
- Quadratala
- Syagrana
- Talhoukia
- Zazanisa

## Галерея

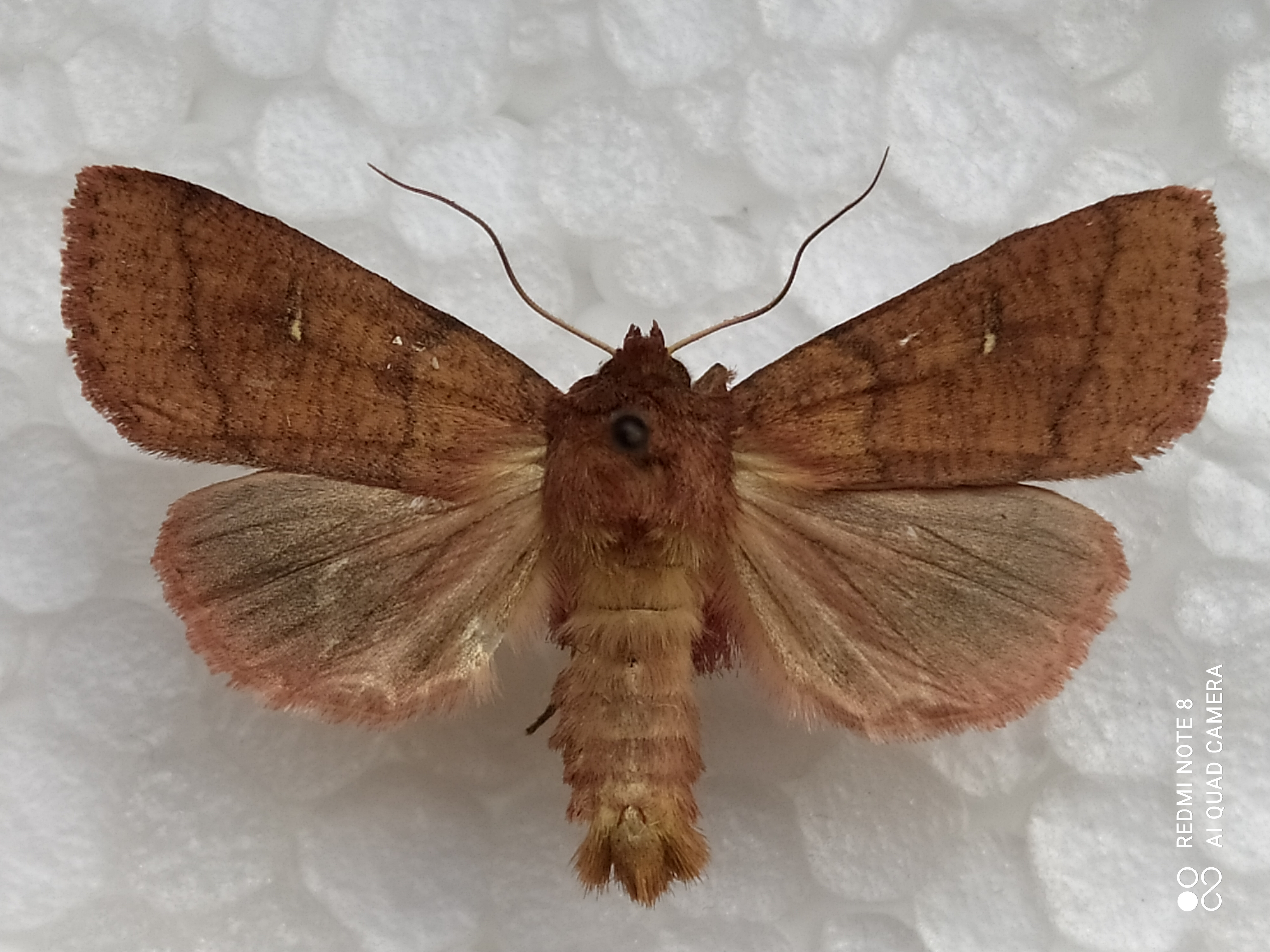
Совка смугаста бахромчата (Mythimna turca)
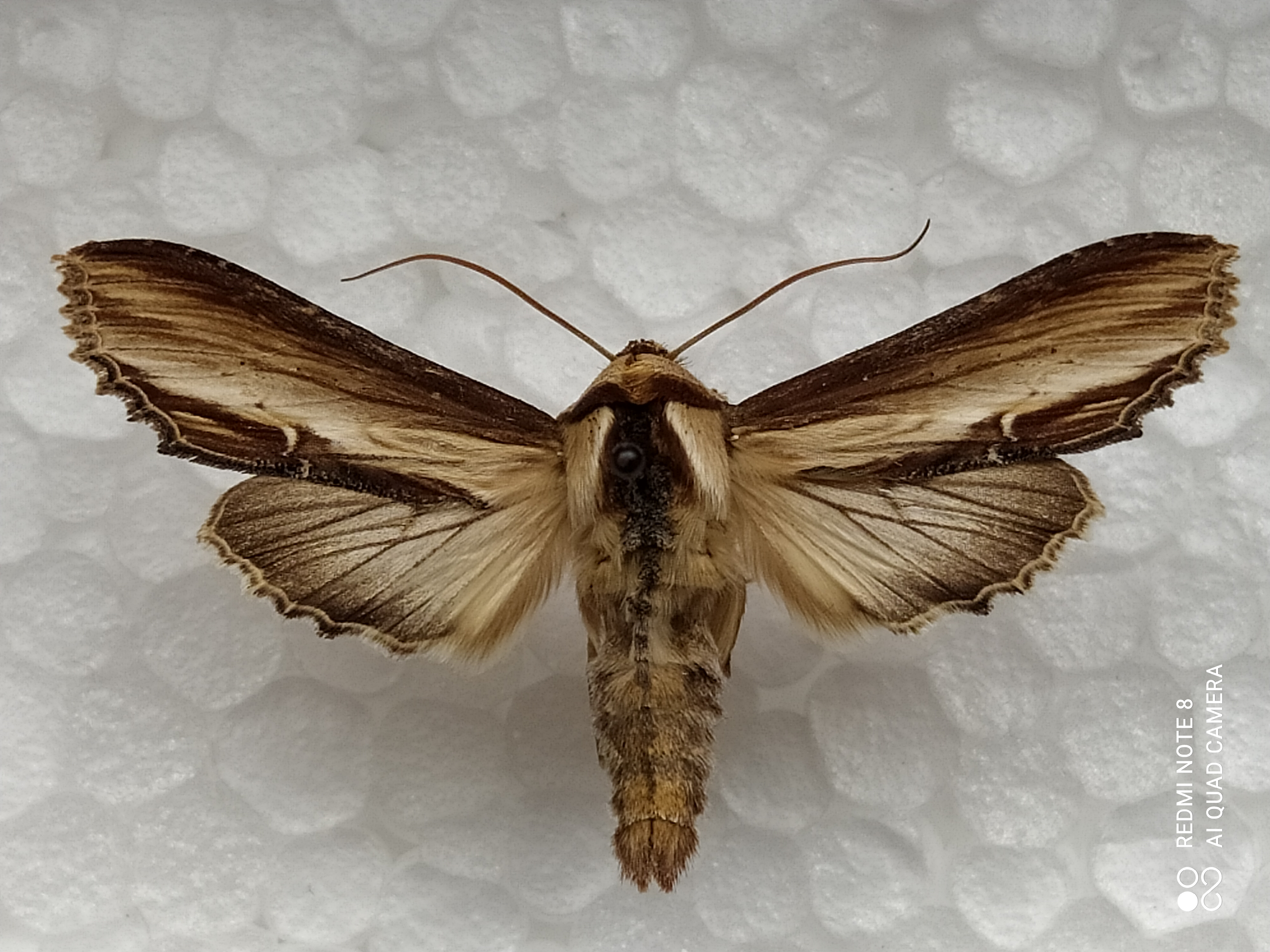
Каптурниця дивинова (Cucullia verbasci)
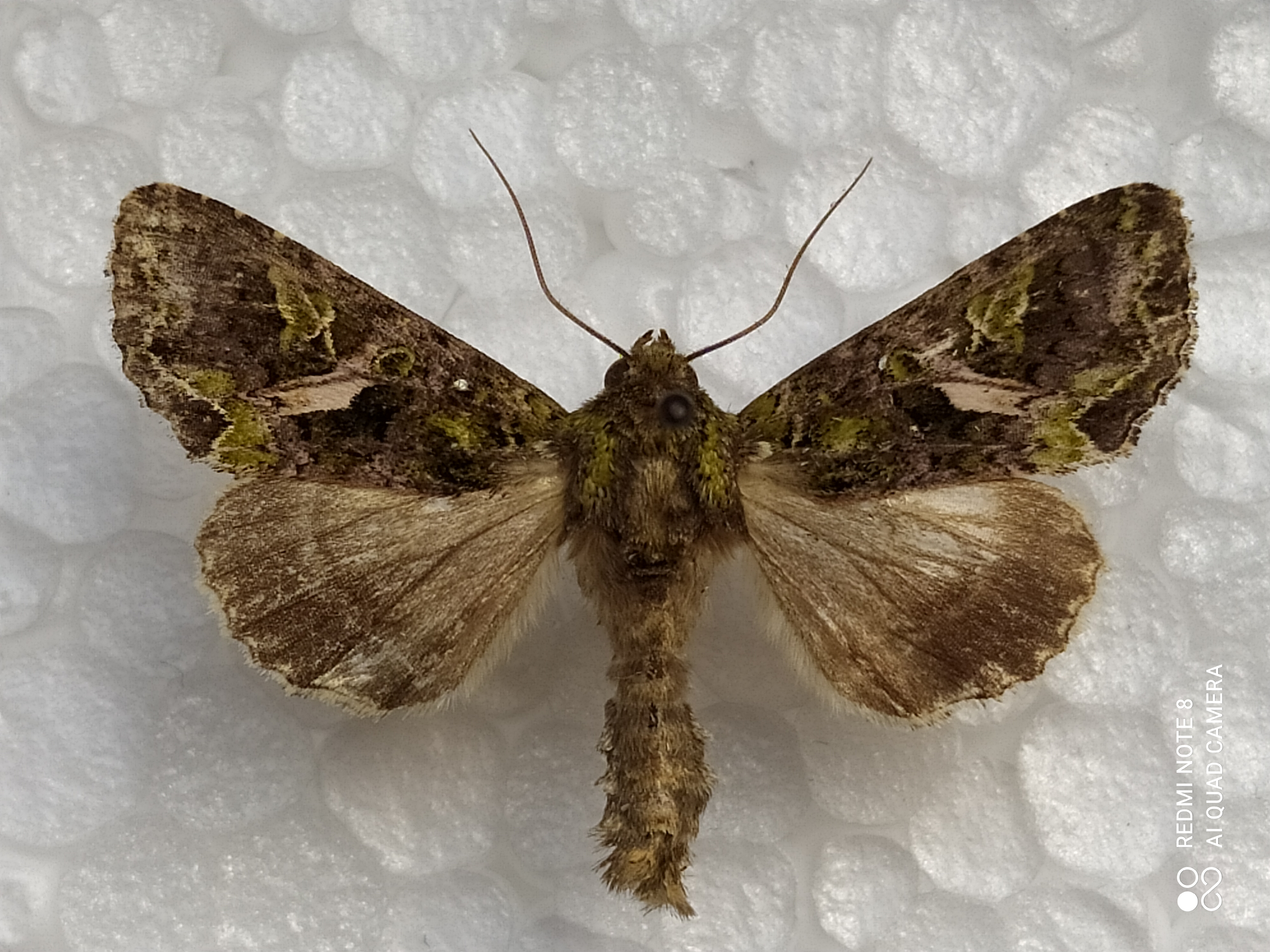
Совка лутигова велика (Trachea atriplicis)
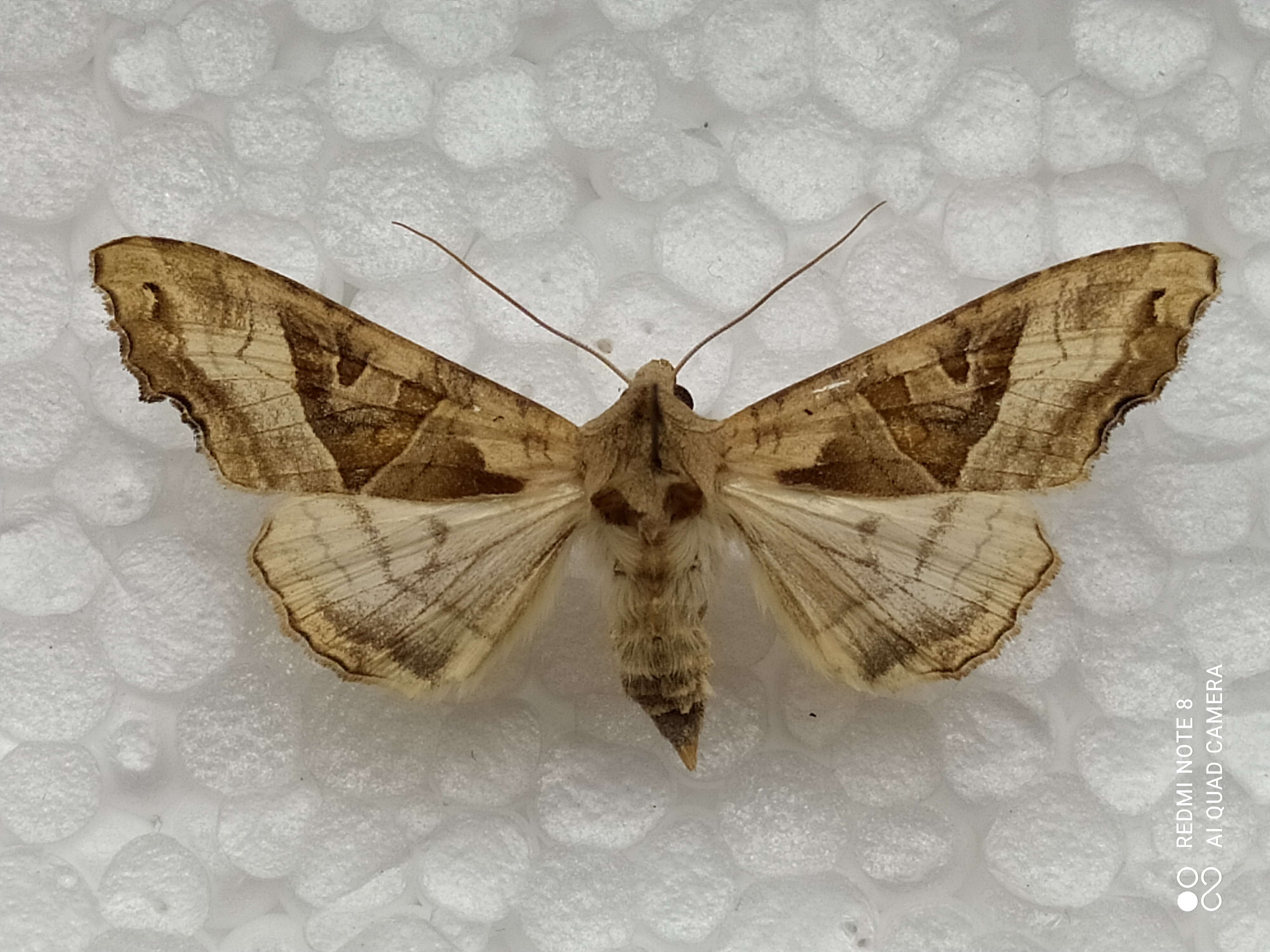
Совка агатова (Phlogophora meticulosa)